# Hucsou
Hucsou (egyszerűsített kínai írással: 湖州; pinjin: Húzhōu,  hallgasd meg); prefektúra szintű város Kínában, Csöcsiang tartományban. Lakosainak száma 3 367 579 fő (2020).

## Népesség
| 2010 | 2 893 542 |
| 2020 | 3 367 579 |

## Testvérvárosok
- Radom
- Leganés